# Die große Stille
Die große Stille (Engelse titel: Into Great Silence) is een Frans-Zwitsers-Duitse film uit 2005 van de Duitse regisseur Philip Gröning die het leven toont in het kartuizerklooster Grande Chartreuse in Frankrijk.
Philip Gröning deelde het leven van de monniken in La Grande Chartreuse gedurende enkele maanden om deze uitzonderlijke film te kunnen realiseren. Het bijzondere is dat er bijna geen woord wordt gesproken in de 169 minuten durende film, aangezien de kartuizers een gelofte om te zwijgen hebben afgelegd. De enige muziek bestaat uit de religieuze gezangen van de monniken.

## Prijzen
Die große Stille won de Preis der deutschen Filmkritik in de categorie "beste documentairefilm 2015". In 2006 werd de film genomineerd als "beste documentairefilm" voor de Duitse Filmprijs. In hetzelfde jaar won hij een prijs op het Sundance Film Festival.